# La France antimaçonnique
La France antimaçonnique « organe hebdomadaire du Conseil antimaçonnique de France »
(Paris, no 1, 1911 - no 31, 1914, ISSN 1160-6509), était un hebdomadaire catholique et antimaçonnique français, organe du Conseil antimaçonnique de France.

## Historique
Ce périodique faisait suite à La France chrétienne (Paris, 1889). Il était dirigé par Abel Clarin de La Rive et il eut notamment pour contributeurs René Guénon et Olivier de Fremond.